# Trial de Les Santes
El Trial de Les Santes, conegut també com a Trial de Mataró, va ser una prova de trial que es disputà anualment a Mataró, Maresme, entre el 1967 i una data no aclarida al tombant de la dècada del 1980. El nom li venia del fet que es disputava amb motiu de la festa major de Mataró, Les Santes, que s'escau el 27 de juliol. Organitzat inicialment pel Moto Club Mataró i, més tard, pel Moto Club Maresme, el trial recorria l'àrea forestal propera a la capital del Maresme, especialment els voltants de Can Bruguera però també la zona agrícola de Valldeix (vora la riera de Sant Simó) i els contraforts de la serra del Corredor, entre el barri de Cirera i les poblacions veïnes d'Argentona i Dosrius. En aquells paratges, les zones característiques eren les de bosc mediterrani, amb desnivells de terra i sauló, grans arrels d'arbres i roques seques.
La prova fou puntuable en diverses edicions per al Campionat de Catalunya i atreia els millors especialistes del país. D'ençà del 1969, el Trial de Les Santes esdevingué internacional i comptà amb la participació habitual de pilots d'alt nivell, entre ells el doble campió d'Europa Mick Andrews, un dels pilots de trial més carismàtics de tots els temps.

## Història
Organitzat per l'agrupació "Amics del Bosc" del Moto Club Mataró, el I Trial de Les Santes es va celebrar el 29 de juliol de 1967, dos dies després de la festa grossa de Mataró, i el guanyador en fou el pilot de Bultaco Casimir Verdaguer. En una època en què el trial gaudia de gran seguiment a Catalunya, molts mataronins van pujar a Can Bruguera per a seguir l'esdeveniment, en què hi van participar 47 corredors.

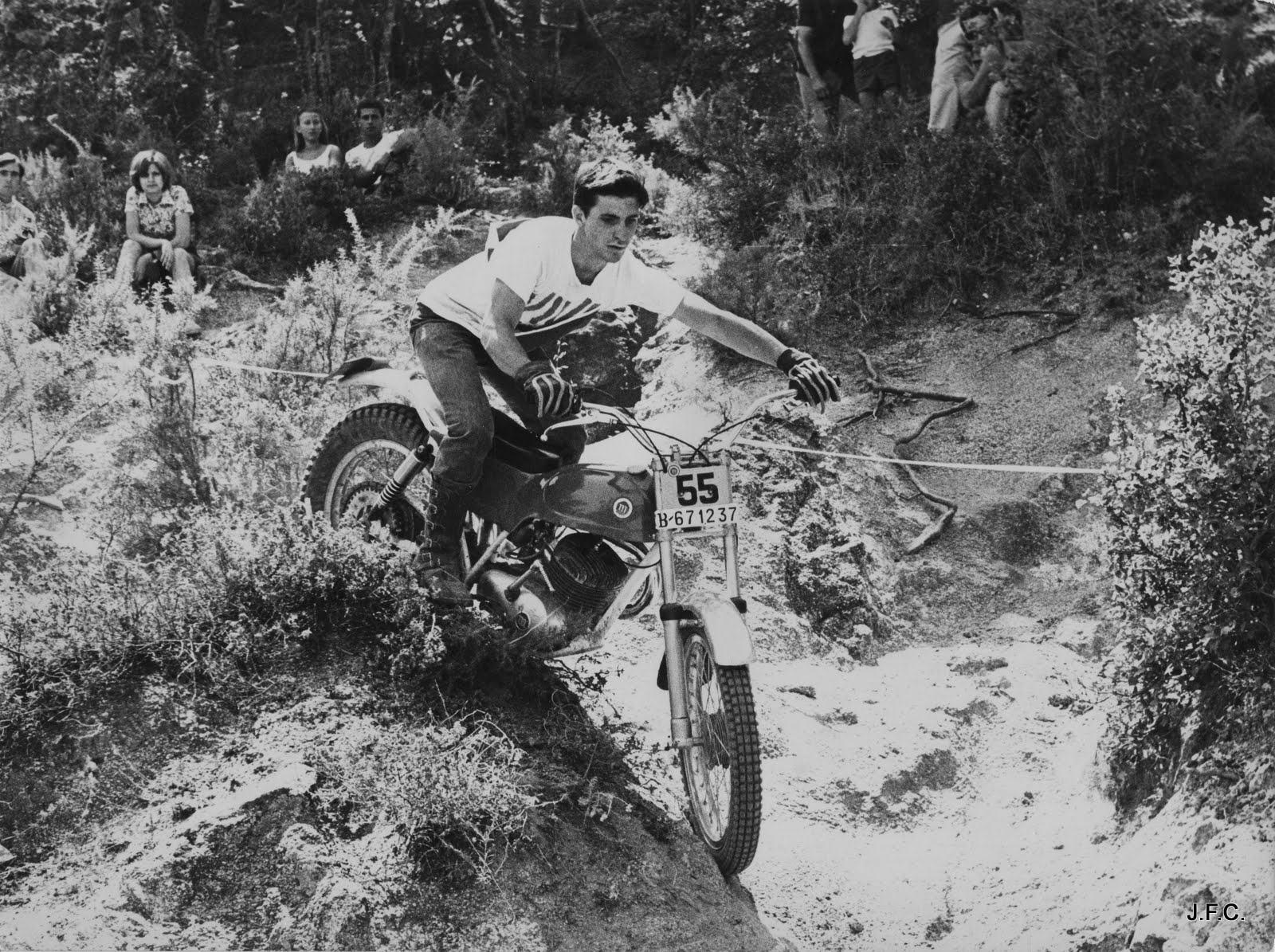
Joan Font amb la Montesa Cota 247 al Trial de Les Santes de 1969

La segona edició es va celebrar el 18 de juliol de 1968, l'any en què s'havia instaurat el campionat d'Espanya, i també va representar un èxit de participació i de públic. La major part de les exigents zones del trial estava repartida pels voltants de Can Bruguera (el Pericó, la Font dels Lladres, Can Flaquer, etc.). El guanyador en fou el britànic Mick Andrews, amb OSSA, amb un total de 65 punts de penalització, però en córrer-hi fora de concurs la victòria li correspongué al següent classificat, Pere Pi (Montesa), amb 75 punts de penalització. Pi va guanyar també l'edició de 1969, que constava d'un recorregut de 37 km i comptà amb la participació de 73 corredors.
L'edició de 1970, disputada el 26 de juliol, consistia a un recorregut de 25 km amb vint zones puntuables per la muntanya de Can Bruguera. Pere Pi tornà a guanyar la prova, mentre que en categoria júnior ho va fer un sorprenent debutant mataroní, d'encara no 17 anys, que pocs anys després esdevingué un dels millors especialistes catalans, Quico Payà. El 1971, la victòria fou per al britànic de Montesa Gordon Farley, amb un total de 17 punts de penalització en les 40 zones. El guanyador en categoria júnior va tornar a ser Quico Payà, amb 31 punts de penalització en les 30 zones de què constava la prova reservada als pilots d'aquesta categoria. Payà va obtenir la victòria absoluta a la prova el 1973, en l'any del seu debut com a sènior (la categoria màxima aleshores). Aquell any, el trial de Les Santes havia canviat d'escenari i discorria pels voltants de Cirera, Argentona i Dosrius. Entre altres pilots internacionals, hi va participar l'austríac de Puch Walter Luft.
A partir de l'edició de 1974, que va guanya un jove Manuel Soler de 17 anys, les informacions sobre la prova són disperses. Hi ha constància d'una edició el 1982, que guanyà el tossenc Boni Geebelen amb la Fantic, i d'un parell d'edicions més organitzades pel Moto Club Maresme els anys 1988 i 1989, però res més. Tot fa pensar, doncs, que la prova no va gaudir de continuïtat durant la dècada del 1990.

## Llista de guanyadors
| Edició | Any  | Data         | Organitzador      | Guanyador         | Motocicleta | Ref.        |
| ------ | ---- | ------------ | ----------------- | ----------------- | ----------- | ----------- |
| I      | 1967 | 29 de juliol | Moto Club Mataró  | Casimir Verdaguer | Bultaco     | [ 4 ]       |
| II     | 1968 | 18 de juliol | Moto Club Mataró  | Pere Pi           | Montesa     | [ 4 ]       |
| III    | 1969 | 20 de juliol | Moto Club Mataró  | Pere Pi           | Montesa     | [ 2 ] [ 4 ] |
| IV     | 1970 | 26 de juliol | Moto Club Mataró  | Pere Pi           | Montesa     | [ 5 ]       |
| V      | 1971 | 25 de juliol | Moto Club Mataró  | Gordon Farley     | Montesa     | [ 5 ] [ 8 ] |
| VI     | 1972 | ?            | Moto Club Mataró  | Mick Andrews?     | OSSA?       |             |
| VII    | 1973 | ?            | Moto Club Mataró  | Quico Payà        | OSSA        | [ 5 ]       |
| VIII   | 1974 | ?            | Moto Club Mataró  | Manuel Soler      | Bultaco     | [ 5 ]       |
|        |      |              |                   |                   |             |             |
| ?      | 1982 | 27 de juliol | ?                 | Boni Geebelen     | Fantic      | [ 6 ]       |
|        |      |              |                   |                   |             |             |
| ?      | 1988 | ?            | Moto Club Maresme | ?                 | ?           | [ 7 ]       |
| ?      | 1989 | ?            | Moto Club Maresme | ?                 | ?           | [ 7 ]       |

1. ↑  El guanyador de la prova fou Mick Andrews (OSSA), amb 65 punts, però hi corria fora de concurs